# Albericus gudrunae
Albericus gudrunae är en groddjursart som beskrevs av Menzies 1999. Albericus gudrunae ingår i släktet Albericus och familjen Microhylidae. IUCN kategoriserar arten globalt som otillräckligt studerad. Inga underarter finns listade i Catalogue of Life.